# 굴종
굴종(Submission: Part I)은 네덜란드에서 제작된 테오 반 고흐 감독의 2004년 드라마 영화이다. 2004년 8월 29일 VPRO에서 상영되었다. 이슬람교의 한 극단주의자는 이 영화에 반응하여 테오 반 고흐 감독을 살해하는 일이 벌어졌다.

## 같이 보기
- 윌란스 포스텐 무함마드 만평 논란
- 샤를리 에브도 테러